# HMS Indefatigable (1911)
El HMS Indefatigable fue un crucero de batalla de la Royal Navy, líder de su clase. Era esencialmente una versión alargada de su predecesor, el HMS Invincible, con un espacio adicional entre las torres 'P' y 'Q' que le permitía disparar las dos torres centrales a ambas bandas.

## Construcción y alta en la Royal Navy
La quilla del HMS Indefatigable fue puesta sobre las gradas de los astilleros HMNB de Devonport el 23 de febrero de 1909, fue botado el 28 de octubre de 1909, y dado de alta en las listas de la Royal Navy en febrero de 1911.

## Historial

El Indefatigable en 1916.

Tras ser dado de alta, el HMS Indefatigable sirvió en la primera escuadra de cruceros, que en enero de 1913, tras la incorporación de nuevos cruceros de batalla, en substitución de los cruceros ligeros, pasó a ser denominada primera escuadra de cruceros de batalla. En diciembre de 1913, fue transferido al Mediterráneo donde prestó sus servicios en la segunda escuadra de cruceros de batalla. 
Al inicio de la Primera Guerra Mundial, estaba destinado en Alejandría con la flota bajo el mando del almirante Sir Berkeley Milne. En agosto de 1914, se le ordenó a Milne acudir a Malta para incorporarse a la escuadra al mando del almirante Troubridge, con la que tomó parte en la persecución del crucero de batalla SMS Goeben y del crucero ligero SMS Breslau, ambos de la Armada Imperial Alemana, que finalizó tras refugiarse ambos buques en el Imperio Otomano, y ser cedidos al mismo por Alemania. 
El 18 de agosto, fue designado buque insignia de la escuadra de los Dardanelos, con la que participó en el bombardeo naval sobre el Cabo Helles el 3 de noviembre, fue un bombardeo de 10 minutos de largo alcance sobre las posiciones turcas en el fuerte de los montes de los Dardanelos, realizado como intento de demostrar a Turquía los peligros de entrar en la guerra. Después de esto, fue modernizado en Malta en 1915. Tras la modernización, el 14 de febrero de 1915, abandonó Malta rumbo a aguas de Inglaterra, con destino a la Grand Fleet con base en Scapa Flow. 

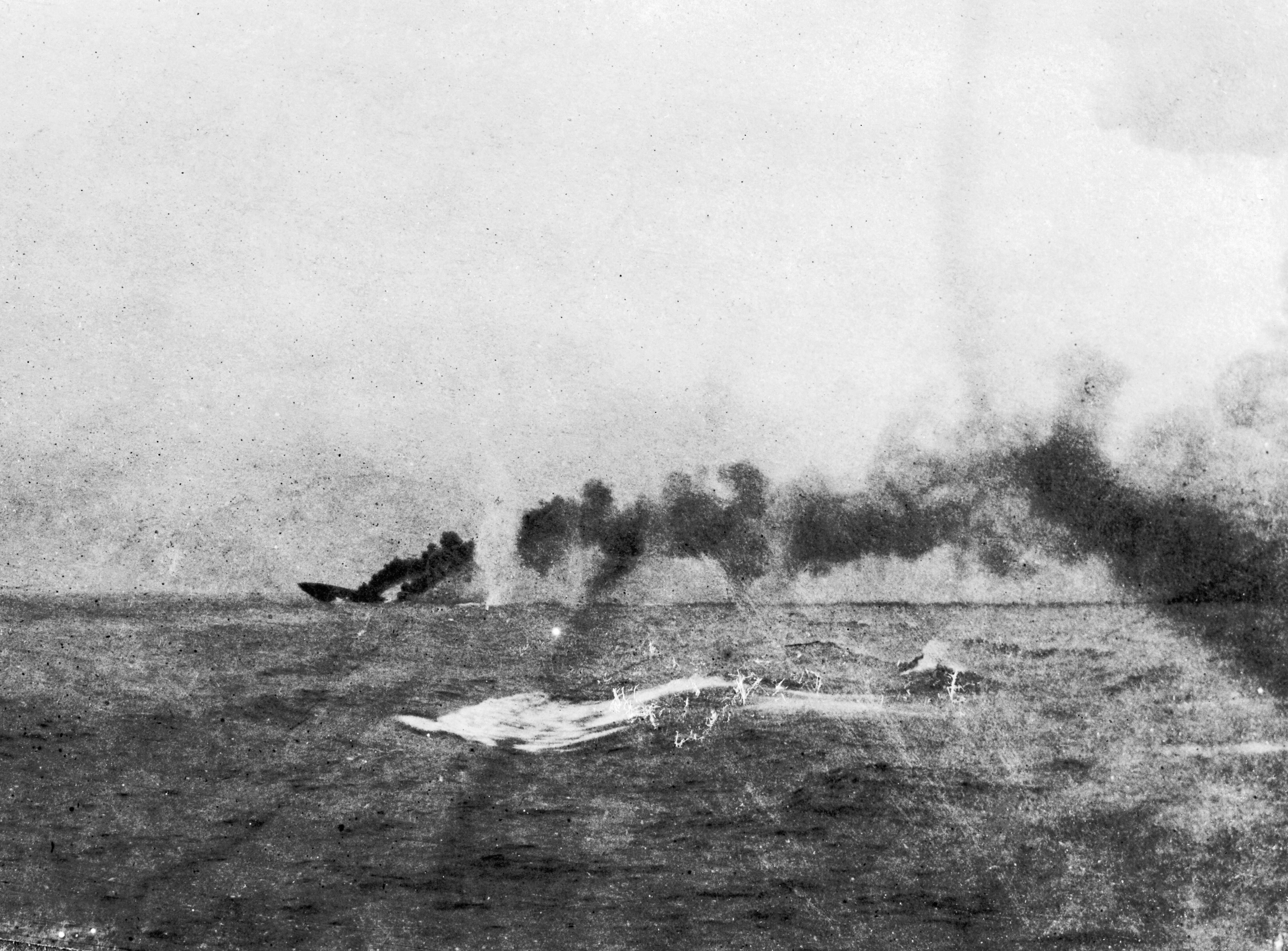
El HMS Indefatigable hundiéndose tras ser impactado por proyectiles procedentes del crucero de batalla.

Como parte de la segunda escuadra de cruceros de batalla, bajo el mando del capitán C. F. Sowerby, tomó parte en la Batalla de Jutlandia, disputada entre el 31 de mayo y el 1 de junio de 1916 donde recibió el impacto de proyectiles de 280 mm procedentes del crucero de batalla SMS Von der Tann. En dos ocasiones, los proyectiles impactaron en la zona de almacenamiento de munición de la torre X, lo que redujo su velocidad notablemente, obligándolo a salir de la formación.
En la siguiente andanada, recibió nuevos impactos en la zona proa, en los pañoles de municiones de la torre A, haciendo que estallara y que el buque se partiera en dos y se hundiera rápidamente, llevándose consigo a casi toda su tripulación, compuesta por 1017 hombres, excepto a tres marineros (Falmer y Elliot, y el señalero John Bowyer). Según uno de los supervivientes, el capitán Sowerby también sobrevivió al hundimiento, pero murió a causa de las heridas antes de que pudiera ser rescatado.
Los restos del buque, son hoy en día los más difíciles de localizar de todos los buques perdidos en Jutlandia. Un salvamento comercial parcial no autorizado durante la década de los años 50, dejó el pecio reducido poco más que una masa de metal, con fragmentos de tamaño apenas más grande que un automóvil medio. El HMS Indefatigable, junto a los demás buques hundidos en Jutlandia, fue tardíamente designado lugar protegido al amparo de la ley de protección de restos militares de 1986, como lugar de reposo de 1013 marinos británicos. Además, uno de los botes salvavidas que sobrevivió al hundimiento, se encuentra expuesto en el Imperial War Museum North de Mánchester.
El monte Indefatigable en el Parque Provincial Peter Lougheed en Alberta, Canadá, recibe su nombre en honor a este buque.

## Otros datos de interés
Durante sus primeros años de carrera, el que luego sería Primer Lord del Almirantazgo John H. D. Cunningham sirvió a bordo como su navegante.